# Łeba
Łeba là một thị trấn thuộc huyện Lęborski, tỉnh Pomorskie ở bắc Ba Lan. Thị trấn có diện tích 15 km². Đến ngày 1 tháng 1 năm 2011, dân số của thị trấn là 3753 người và mật độ 253 người/km².